# آنکاسامارکا
آنکاسامارکا (به اسپانیایی: Ancasmarca) یک کوه در پرو است که در Peru, Cusco Region واقع شده‌است. آنکاسامارکا ۵٬۱۹۸ متر بالاتر از سطح دریا واقع شده‌است.